# ブドウホオズキ
ブドウホオズキあるいはシマホオズキ、ケホオズキ（学名: Physalis peruviana）とは、ナス科ホオズキ属の多年草の一つである。ホオズキに似ているが、ブドウホウズキの方には実を包む萼が細かい毛に覆われるという特徴が見られる（参照: #特徴）。食用となる実をつけ（参照: #利用）、日本では小笠原諸島などに帰化している（参照: #分布）。

## 特徴
本種は熱帯地域においては多年草だが、温帯地方では一年草となる。
茎は高さ1メートルの地上茎と長い根茎（あるいは地下茎）からなり、このうち地上茎の方には微細な毛が密生する。また地上茎は分枝が少なく基部の木質化が見られ、角ばっていて若い枝には稜が見られる。地上茎は地中を横に走る根茎から直立して生える形となっている。
葉は互生し卵形で先がとがっており、全縁か、少数の鋸歯が見られ、基部はハート形もしくは円形である。葉の長さは6-15センチメートルや4-8センチメートルと報告されており、葉柄の長さは長さ2-5センチメートルである。
花は3月から11月にかけて長さ15ミリメートルほどのものが葉腋に1つずつつく。花冠は上面から見ると径2センチメートルの黄白色の五角形であり、内面に5個の黒紫斑が見られ、長さは約1センチメートルで径約2センチメートルである。雌蕊（めしべ）は1つであるのに対し雄蕊（おしべ）は5つ存在し、葯は長さ3-4ミリメートルである。萼は広鐘形あるいは短い筒状で先が浅く5つに裂け、長さは3-4センチメートルで熟すと黄褐色となる。花が咲いたあとに肥大して袋状となった萼が果実を包みこむ様子はホオズキに酷似しているものの、ブドウホオズキの方は細毛を密に生やすという点で異なっている。
果実は径1.5-2センチメートルの液果で種子を多く含み、球形であり、熟すと黄色あるいは黄赤色となる。種子は扁平な広楕円形で、長さ1.5ミリメートルである。

## 生態と栽培
野生のブドウホオズキは、森林、林縁、水辺、耕作放棄地などに自生している。南アメリカでは、標高 500-3000 m 程度の山地に分布するが、広範に亜熱帯や暖温帯の存在する太平洋諸島やオセアニアでは海面レベルの標高でも生育する。
緯度では45°から60°の地域まで分布し、標高は一般的に海面レベルから3000 m 程度までである。ブドウホオズキは年平均気温13-18°C で繁殖し、30°C 程度の高温にも耐性がある。地中海性気候でよく繁殖し、ハーディネスゾーン8に耐える。すなわち霜害によるダメージは受けるが、ー10°C程度の外気に短時間晒された程度なら回復できるということである。
本種は、成長期を通じて最低800 mmの降水量を必要とする。土壌の水はけが良ければ年間降水量4300 mm までは、成長や収量は降水量とともに増加する。本種は日なたまたは半日陰で良く生育し、水はけの良い土壌においては、十分な日照量または半日陰を好む。そして多様な砂質ローム土壌で生育する。
特定の気候、特にハワイやその他の太平洋諸島においては、この植物は薮を形成し、侵略的外来種となる。
本種は種子からは急速に成長する。しかし発芽率は低く、1ヘクタールに播種するために数千個の種子が必要とされる。本種の一年枝を発根促進剤で処理して挿し木をすることにより、より簡易に増殖できるが、種子から成長したのものに比べると成長率は低い。

## 分布
本種の原産地は南アメリカ、チリ、ペルーなどの熱帯高地であり、種小名 peruviana も〈ペルーの〉という意味である。また、栽培種として、中国、インド、マレーシア、フィリピンなど広く熱帯、亜熱帯、温帯地域に広く導入され、また各地で野生化している。トマトが収穫できる地域ならどこでも栽培可能と言われる。
イギリスでは1774年に本種に関する最初の記録が見られる。それ以前から導入されていたかどうかは明らかでない。その後、1807年以前には喜望峰(Cape of Good Hope)の初期入植者たちによって栽培されている。19世紀半ばから知られる一般名「ケープグーズベリー」(Cape gooseberry)はこの事実に由来する 。本種が南アフリカに導入されてから程なくオーストラリア、ニュージーランド、その他多くの太平洋諸島にも導入された。シドニーでは1802年に最初の記録がある。ハワイでは1825年以前に導入された。ジャマイカでは1913年以前に導入され、イスラエルに植えられたのは1933年である。
南アフリカでは缶詰やジャムの原料として商業栽培され、しばしば輸出された。またガボンや中央アフリカの他の地域でも小規模な栽培および野生化が見られた 。
中国では「燈籠果」と呼ばれ、広東、雲南で栽培し、また海抜1200-2100メートル程度の路傍や河川付近に野生化する。ネパールでは標高600メートル程度の開けた場所に分布する。アフガニスタン、パキスタン、インド北部にも分布する。
日本には明治初期に渡来したが、これは食用として栽培することを目的とした移入であり、人為的なものであった。現代においては関東南部以西の温暖な場所、より具体的には関東や中部、小笠原諸島、南西諸島にかけて見られる。

## 利用
果実は生のままの状態で食べることができ、原産地でも食用とされ、時に市場にも流通している 。ネパールでは食用、強壮剤、利尿剤として利用する。日本では、「インカベリー」「ゴールデンベリー」などの商品名で、主にドライフルーツとして流通している。
ケニアのキクユ人の食習慣についての予備調査(Hoorweg & Niemeijer 1980, pp. 142–143)においては、ブドウホオズキ（キクユ語名は nathi）はアボカド、バラ科キイチゴ属のベリー類、レモン、オレンジ、パパイヤ、パイナップル、プラム、タンジェリンなどと共に果物として扱われている。

## 栄養価と基礎研究
USDAによる栄養分析によれば、ブドウホウズキ100 g には低量のカロリーとわずかなビタミンC、ビタミンB1、 ビタミンB3が含まれる。他の栄養素は無視できるほどしかない（右の表参照）。
ブドウホオズキの種子や果実から抽出したオイルを解析した結果、主な脂肪酸はリノール酸とオレイン酸であり、基本的な植物ステロールとしてはβ-シトステロールおよびカンペステロールを含み、またオイルはビタミンKとβ-カロチンを含むことがわかった。
ブドウホオズキに関する基礎研究には、ポリフェノールとカロチノイドに関する研究も含まれる。本種果実のフェノール類含量やアスコルビン酸の量は、品種や果実の成熟度、および収穫時期に強く依存する。

## 病害虫
南アフリカにおいては、圃場においてブドウホウズキを食害する多くの昆虫のうち、ヨトウムシが最も重要な害虫である。ハダニは植物が生育した後に、また、ブドウホウズキがジャガイモ畑に近接していればジャガイモキバガにも食害される。ノウサギは若い植物を、また果実が保護されていなければ鳥による食害もある。インドではダニ類が落葉させる。ジャマイカでは、おそらくen:Flea beetle（ヒゲナガハムシ亜科）によって葉がいきなり穴だらけになる。バハマでは、若苗期にコナジラミにたかられ、開花期にはFlea beetleの抑制が必要になる。
本種にとって、南アフリカにおける最も重大な病害はうどんこ病とカイガラムシである。この植物は水はけの悪い土壌で栽培したり、2年以上連作すると、根腐れ病やウイルス病に侵されがちである。そのため生産者は隔年栽培を行う。キサントモナス属による斑紋病はクイーンズランドで発生する。タバコモザイクウイルスはインドで影響を与えている。ニュージーランドにおいては、Candidatus liberibacter subsp. solanacearumによる感染がありえる。

## ギャラリー

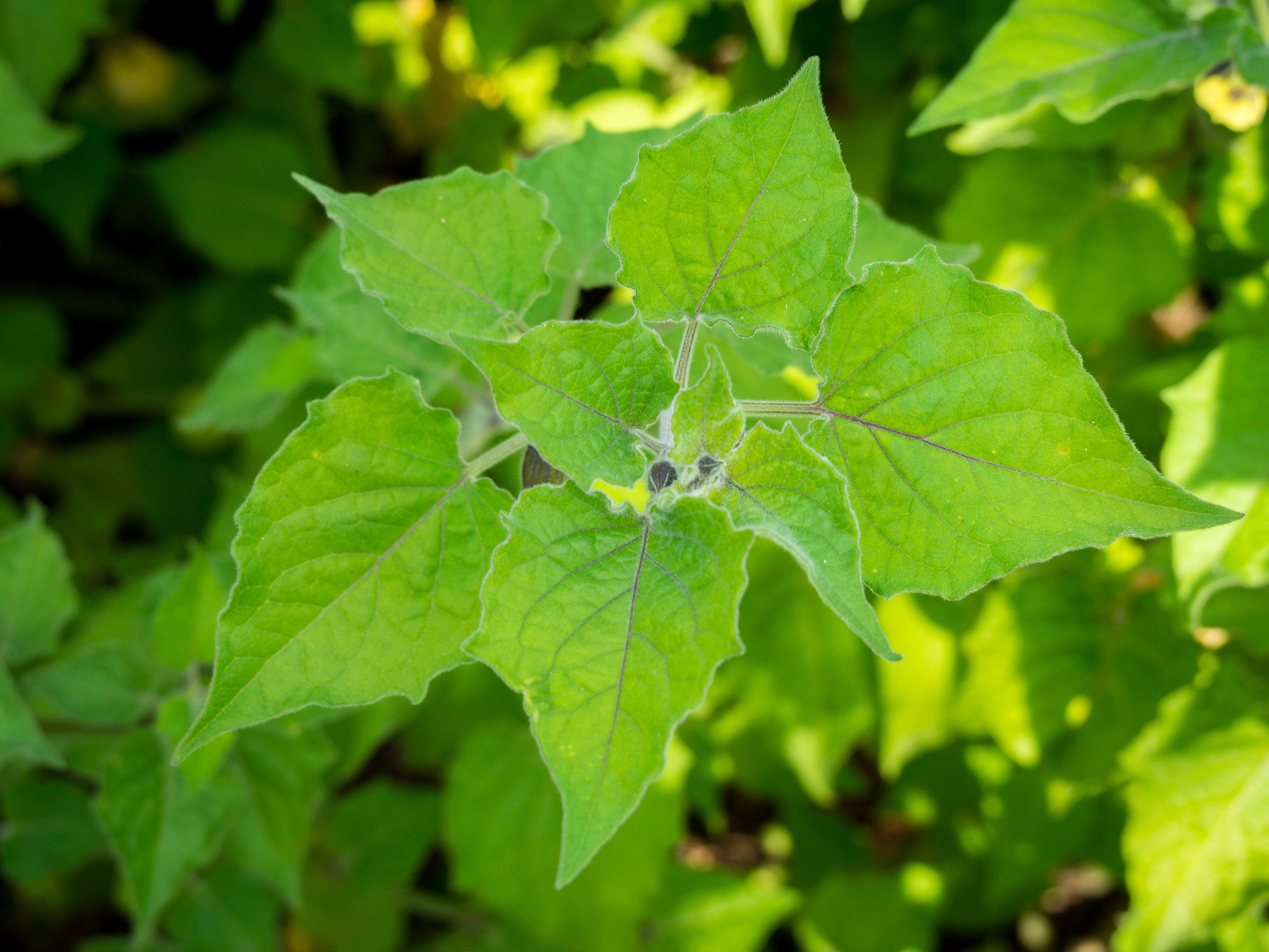
葉
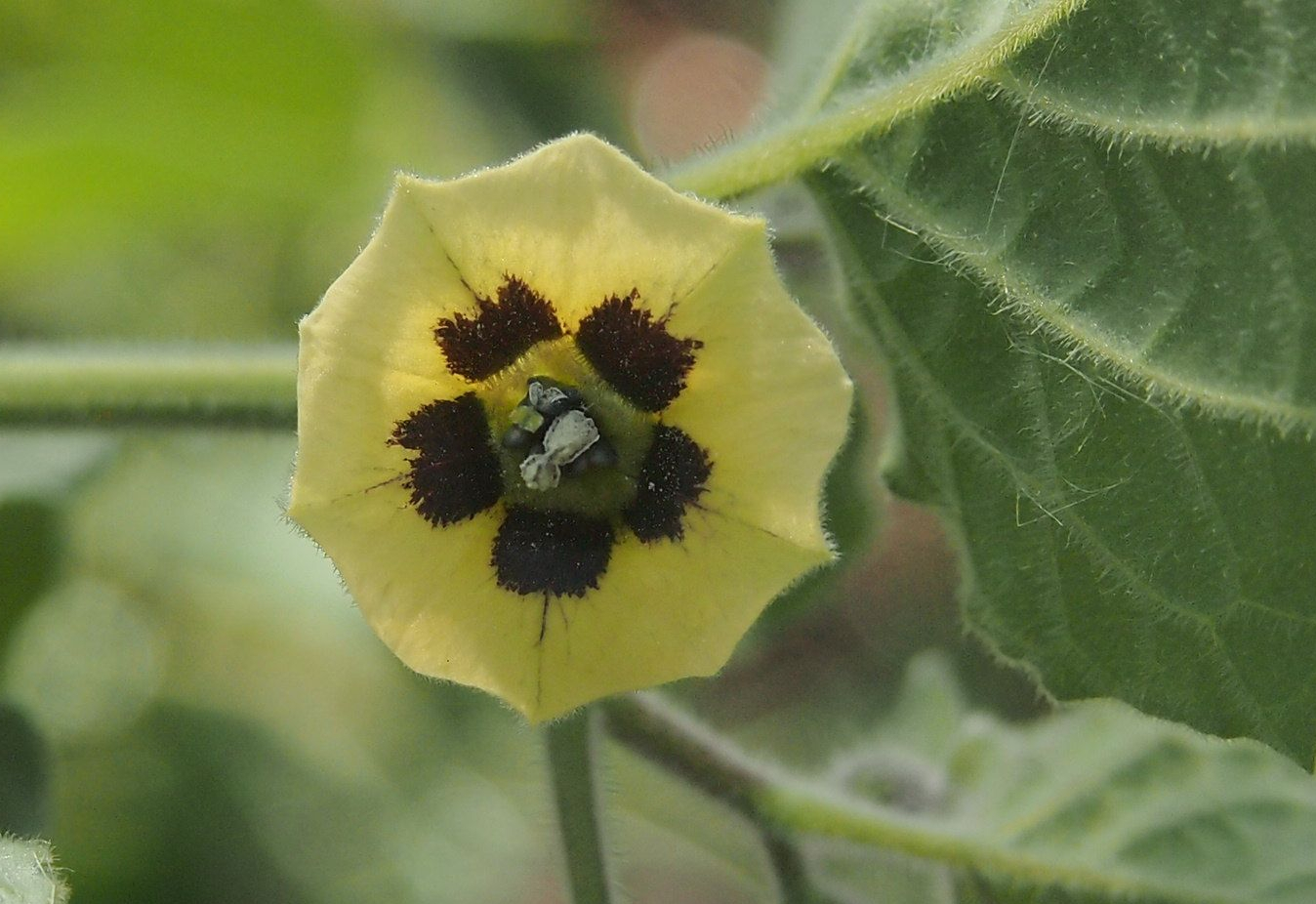
花（上面）
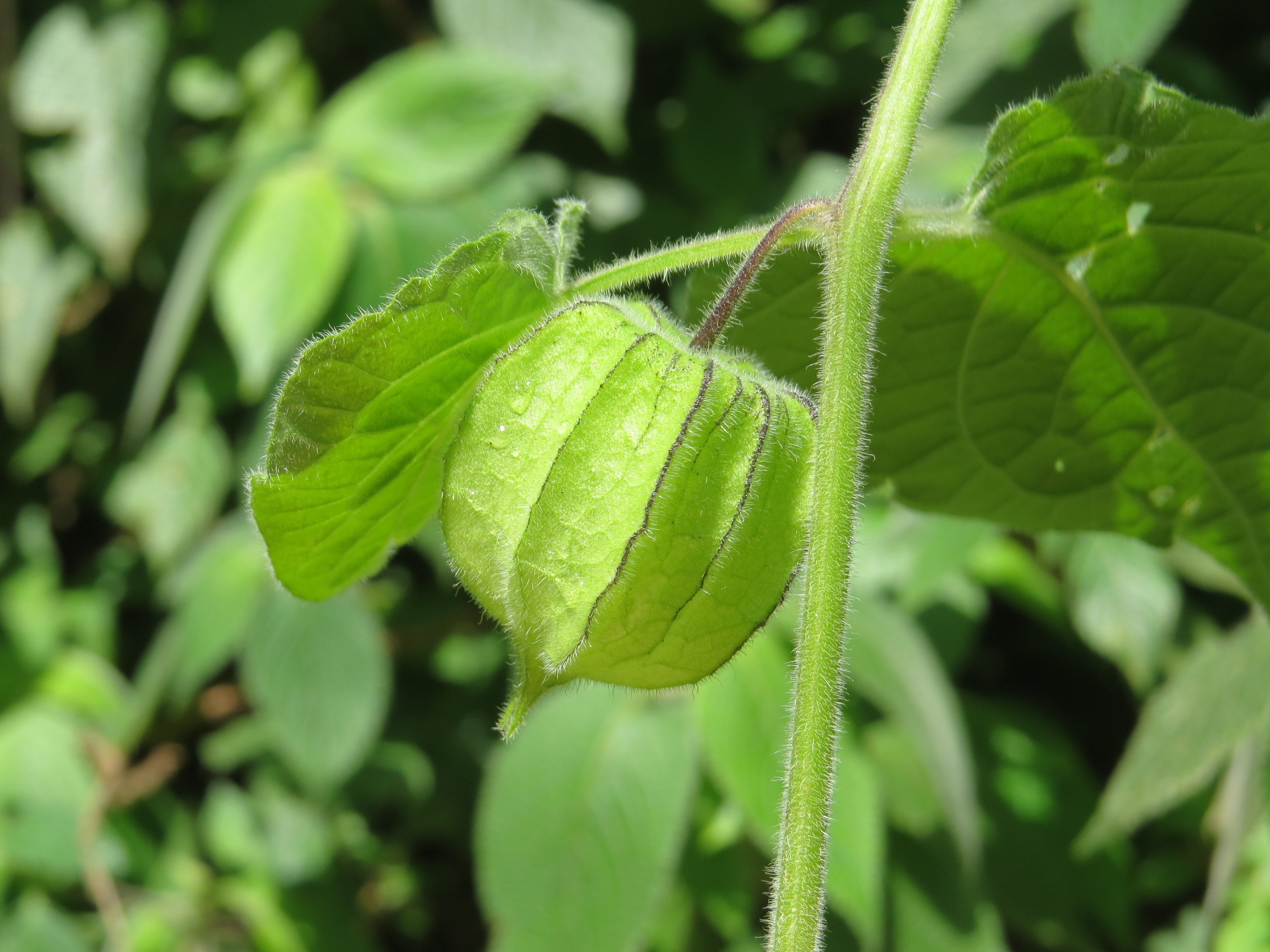
萼
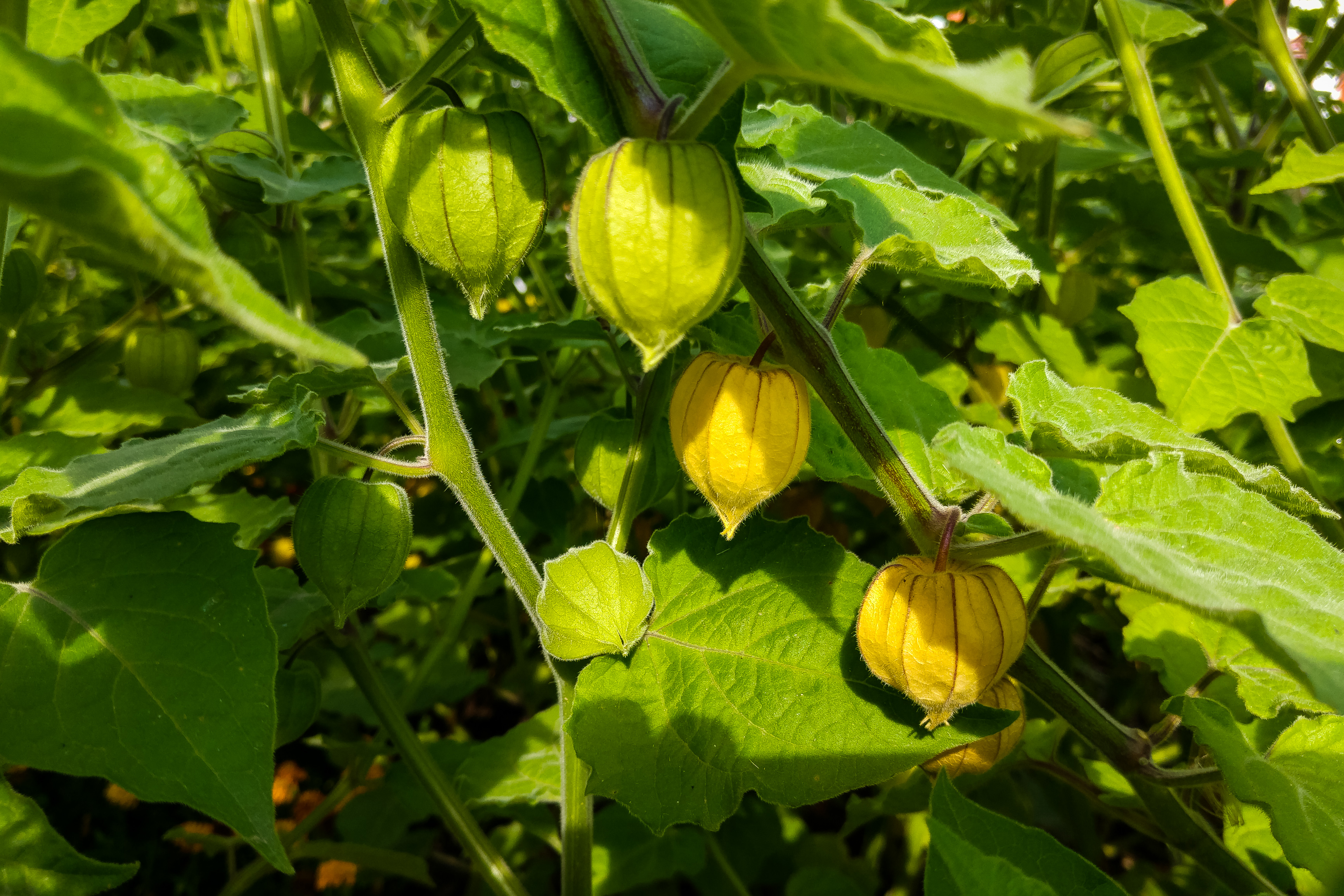
鈴なりになった萼
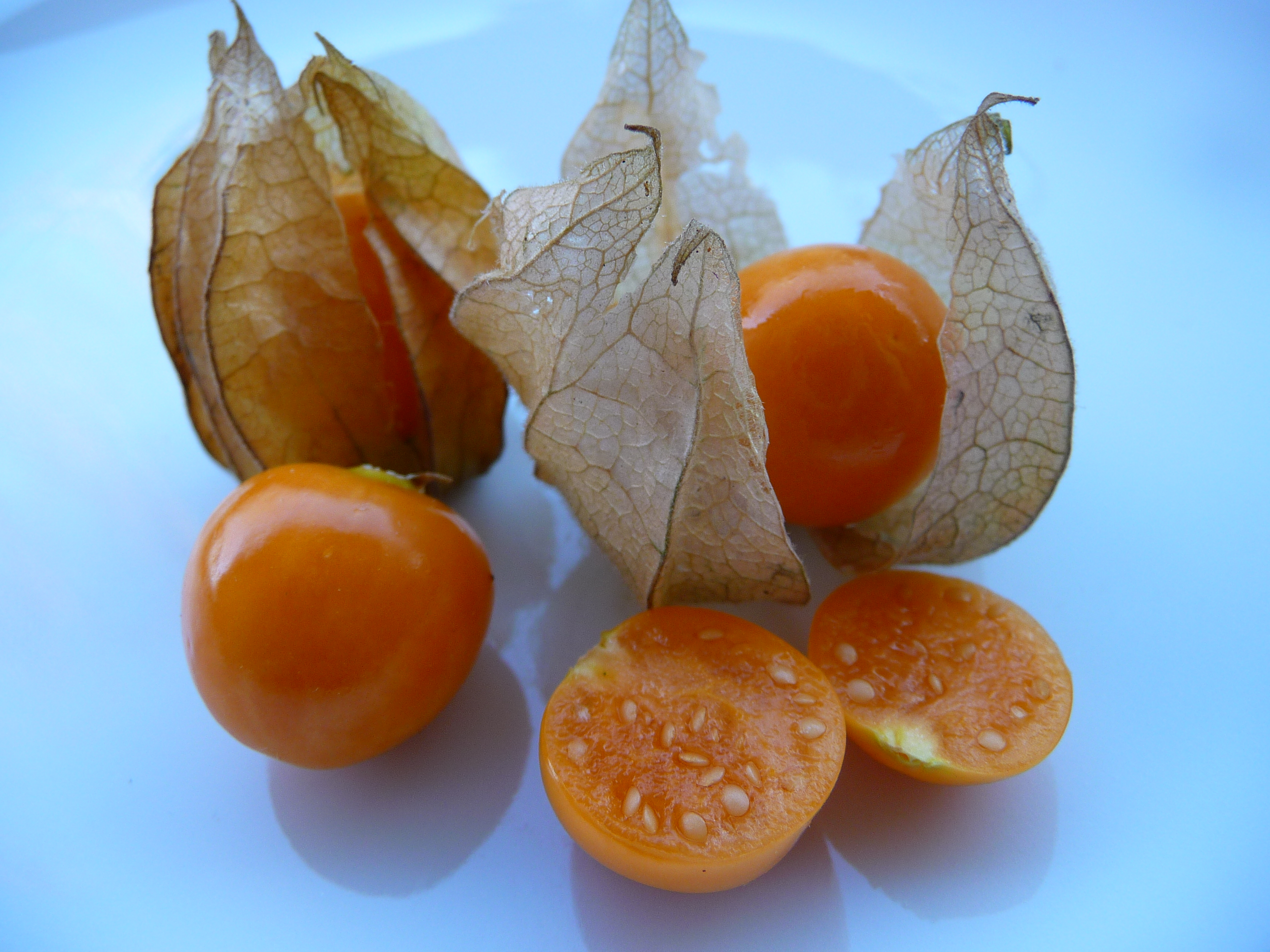
熟した萼と実